# ボカフロハ
Bocafloja（ボカフロハ、本名Aldo Villegas、1978年7月12日 -  ）はメキシコのラッパー。メキシコシティ出身。ギャングスタ・ラップ中心のメキシコのヒップホップ・シーンでは異質な、ジャズなどを取り入れたプロダクションが特徴。

## 来歴
ボカフロハの音楽的キャリアは Lifestyle (1996–1998) および Microphonk (1999) という二つのグループでの活動から始まった。その後、2000年からソロ活動を始め、2002年にはデモEP Lengua Insurrectaを発表。さらに、2003年にはファースト・フル・アルバム Pienso Luego Existo を発表、メキシコのヒップホップ・シーンで一躍注目を集めることになる。その後、4枚のアルバムを発表し、メキシコのヒップホップ・シーンで最もリスペクトされるラッパーとなっている。

## アルバム
()内は邦題。
- 2002年 - Lengua Insurrecta
- 2003年 - Pienso Luego Existo
- 2004年 - Jazzyturno(ジャジートゥルノ)
- 2005年 - A Titulo Personal(ア・ティトゥロ・ペルソナル)
- 2007年 - El Manual de la Otredad (エル・マヌアル・デ・ラ・オトレダー )
- 2009年 - Existo: Matriz Preludio al Pienso(エクシスト・マトリス・プレルディオ・アル・ピエンソ)